# Seguro Obrigatório para Proteção de Vítimas de Acidentes de Trânsito
Seguro Obrigatório para Proteção de Vítimas de Acidentes de Trânsito (SPVAT), anteriormente Danos Pessoais por Veículos Automotores Terrestres – DPVAT, é um seguro obrigatório instituído no Brasil pela Lei nº 6.194, de 19 de dezembro de 1974 para a cobertura de danos pessoais causados por veículos automotores de vias terrestres, ou por sua carga, a pessoas transportadas ou não (incluindo motorista, passageiro ou pedestre), com a finalidade de amparar as vítimas de acidentes de trânsito em todo o território nacional brasileiro.
O SPVAT, também chamado de "seguro obrigatório", deve ser pago pelo proprietário do veículo juntamente com o Imposto sobre a Propriedade de Veículos Automotores (IPVA), na maioria dos estados. Se o seguro obrigatório não for pago, significa que o veículo não está devidamente licenciado.
Atualmente, os pedidos de indenização do seguro SPVAT devem ser feitos através do aplicativo oficial ou em uma agência Caixa, onde é possível consultar os documentos necessários para a inscrição no SPVAT e tirar todas as dúvidas sobre como receber o seguro SPVAT.

## Escândalos
Em 2015, a Polícia Federal (PF) e o Ministério Público (MP) deflagraram a Operação Tempo de Despertar depois que investigações apuraram fraudes no DPVAT, na época, a estimativa era pequena, algo em torno de R$ 1 bilhão. O MP e a PF acreditavam que as fraudes tinham a conivência da Seguradora Líder. No ano seguinte à operação, as indenizações pagas pelo DPVAT caíram 33,4%.
De acordo com o Tribunal de Contas da União (TCU), a Seguradora Líder foi responsável pelo aumento do custo do seguro, o TCU apontou suspeitas como pagamentos de indenizações acima dos valores previstos, gastos com advogados com baixa eficiência e convênios suspeitos com entidades do setor, além de gastos administrativos excessivos e não relacionados com as funções da empresa, dentre eles uma festa de 280 mil reais. De acordo com o TCU, somente com advogados, foram gastos R$ 946 milhões em cinco anos (saltando de R$ 3 milhões em 2008, para R$ 268 milhões em 2013), apesar do baixo índice de eficiência dos escritórios contratados. Para o TCU, o modelo adotado pela Superintendência de Seguros Privados (Susep), estimula a ineficiência da Seguradora Líder já que ela tem mais lucro se aumenta as despesas de gestão do seguro.
Em 2016, uma Comissão Parlamentar de Inquérito (CPI) foi instaurada e rapidamente encerrada, de acordo com relatórios, houve pressão de dirigentes da seguradora para encerrar a CPI do DPVAT.
Em 2020, relatório obtido pela Folha de S.Paulo apontava proximidade da diretoria da Líder com membros do Supremo Tribunal Federal (STF).

## Extinção e recriação do seguro obrigatório

### Extinção
Em 2019, o Presidente da República Jair Bolsonaro tentou extinguir o seguro, decisão posteriormente derrubada pelo STF. No mesmo mês, uma resolução do Conselho Nacional de Seguros Privados (CNSP) reduziu os valores pagos pelos proprietários de veículos, tendo esta resolução sido suspensa em caráter liminar pelo ministro do STF Dias Toffoli.
A partir de 2021, o seguro DPVAT deixa de ser cobrado e passa a ser administrado pela Caixa.

### Tentativa de Recriação
Em 2023, o Governo Lula enviou projeto de lei complementar a fim de recriar o seguro obrigatório.
Em 2024, foi anunciado um grupo de trabalho para avaliar mudanças legislativas para o aprimoramento do seguro. A proposta de recriação do seguro DPVAT foi aprovada pela Câmara e pelo Senado, com isso o seguro DPVAT voltaria a ser cobrado a partir de 2025, quando passaria a se chamar Seguro Obrigatório para Proteção de Vítimas de Acidentes de Trânsito (SPVAT).
Contudo, em dezembro de 2024, a Câmara dos Deputados revogou a Lei Complementar 207/24 que recriava o novo seguro obrigatório durante votação do pacote de cortes de gastos do governo. A lei que pôs fim à tentativa de recriação do DPVAT foi sancionada pelo Governo Lula em 31 de dezembro.

## Valores
| Ano       | Valor     | Valor     | Seguradora |
| Ano       | Carro     | Moto      | Seguradora |
| --------- | --------- | --------- | ---------- |
| 2009–2010 | R$ 89,61  | R$ 254,16 | Líder      |
| 2011–2013 | R$ 101,16 | R$ 279,27 | Líder      |
| 2014–2016 | R$ 105,65 | R$ 292,01 | Líder      |
| 2017      | R$ 68,10  | R$ 185,50 | Líder      |
| 2018      | R$ 45,72  | R$ 185,50 | Líder      |
| 2019      | R$ 16,21  | R$ 84,58  | Líder      |
| 2020      | R$ 5,21   | R$ 12,25  | Líder      |
| 2021–2024 | ―         | ―         | CEF        |
| 2025      | ―         | ―         | CEF        |